# Federico Casimiro de Hanau-Lichtenberg
Federico Casimiro de Hanau-Lichtenberg (Bouxwiller, 4 de agosto de 1623 - Hanau, 30 de marzo de 1685) fue miembro de la rama Hanau-Lichtenberg de la Casa de Hanau. Fue el conde gobernante de Hanau-Lichtenberg desde 1641 y de Hanau-Münzenberg desde 1642.

## Infancia y juventud
Federico Casimiro nació en Bouxwiller (en alemán: Buchsweiler), la residencia del condado de Hanau-Lichtenberg, como hijo del conde Philipp Wolfgang (1595-1641) y su esposa, la condesa Johanna de Oettingen-Oettingen (1602-1639). Durante su infancia, sus padres y él tuvieron que huir a Estrasburgo varias veces, debido a la Guerra de los Treinta Años.
El 14 de febrero de 1641, Friedrich Casimir sucedió a su padre como gobernante del condado de Hanau-Lichtenberg. Legalmente, todavía era menor de edad en ese momento, por lo que había que establecer una tutela . Solo un año después, en 1642, también heredó el condado de Hanau-Münzenberg. Por primera vez desde 1458, todas las partes de Hanau se unieron de nuevo en una mano.
De 1643 a 1645, realizó el Grand Tour que era habitual para los más jóvenes de su posición. Visitó países que no se vieron afectados por la Guerra de los Treinta Años: Francia, España, Italia, Inglaterra y los Países Bajos. Probablemente estaba más seguro allí que en su tierra natal devastada por la guerra.

## Regencia
Según la ley en ese momento, era menor de edad hasta los 25 años. Se estableció un comité de tutores para él y sus dos hermanos, Johann Philipp y Johann Reinhard II. Inicialmente, el comité estaba formado por Johann Ernst de Hanau-Münzenberg y el barón Georg II de Fleckenstein-Dagstuhl, que era bisnieto del conde Philipp IV de Hanau-Lichtenberg. Cuando Johann Ernst murió en 1642, el barón se mantuvo como el único tutor. Después de su muerte en 1644, el conde Georg Albrecht de Erbach  [de] actuó como tutor, hasta su muerte en 1647. Dado que solo quedaban unos pocos meses hasta la mayoría de edad, no se hicieron más intentos para establecer una tutela.

## Familia
Cuando Friedrich Casimir asumió el cargo en Hanau-Münzenberg, el condado estaba en una situación financiera precaria debido a la Guerra de los Treinta Años. Cuando llegó a Hanau, fue recibido por Sibylle Christine de Anhalt-Dessau, la viuda del conde Philipp Moritz, quien había sido el conde hasta 1638. Había recibido el castillo de Steinau como su asiento de viuda. Como viuda de un cargo gobernante, ella podría presentar reclamaciones sustanciales contra el condado. Para evitar esto, se decidió casar a Friedrich Casimir con la viuda, que tenía 44 años en ese momento, casi 20 años mayor que él. Una ventaja adicional de este matrimonio era que la mayoría calvinista en el condado sospechaba que el conde luterano podría socavar su posición; El matrimonio con la viuda calvinista calmó sus temores. El matrimonio estuvo plagado de diferencias. Un problema era que el conde estaba continuamente en dificultades financieras y, a veces, recurría a los recursos de su esposa para aliviar sus problemas.
El matrimonio con la anciana viuda no tuvo hijos. Poco antes de su muerte, Friedrich Casimir adoptó a sus sobrinos Philipp Reinhard y Johann Reinhard III como sus herederos.

## Gobierno
Cuando el conde Johann Ernst de Hanau-Münzenberg murió el 12 de enero de 1642, Friedrich Casimir era su pariente más cercano. Era solo un pariente lejano, pero, sin embargo, era el pariente masculino más cercano y sus afirmaciones hereditarias se confirmaron en un tratado de herencia entre Hanau-Lichtenberg y Hanau-Münzenberg con fecha de 1610. Aceptar el trono no estuvo exento de problemas. Federico Casimiro tuvo que viajar a través del territorio enemigo disfrazado, acompañado por su tutor Georg II de Fleckenstein-Dagstuhl y un pequeño detalle de seguridad. Llegó a Hanau el 21 de enero de 1642.
Varios señores señores de Hanau-Münzenberg, en particular la Arquidiócesis de Mainz , pero también el Electorado de Sajonia, Hesse-Darmstadt , el Obispado de Würzburg y la Abadía Imperial de Fulda sostuvieron que la relación familiar entre Friedrich Casimir y Johann Ernst era demasiado distante y que Johann Ernst, por lo tanto, no tenía un heredero masculino, por lo que el feudo se completó y debería terminarse. Por débil que sea su posición legal, en la confusa situación de la Guerra de los Treinta Años, la estructura de poder actual pesaba más que las sutilezas legales. Georg de Fleckenstein-Dagstuhl agradeció la situación y se aseguró de que Hesse-Kassel respaldaría a Federico Casimiro. Amalia Isabel de Hanau-Münzenberg , la viuda de Landgrave Wilhelm V de Hesse-Kassel, que era regente de Hesse-Kassel para su hijo menor Wilhelm VI, brindaría apoyo diplomático y político. Apuntó a Hanau-Münzenberg manteniendo todos sus territorios, sobre todo porque el condado estaba muy endeudado con Hesse-Kassel. A cambio, Federico Casimiro firmó un tratado de herencia, prometiendo que si Hanau-Münzenberg muriera en la línea masculina, el país caería en manos de Hesse-Kassel. Esto eventualmente sucedería en 1736. Federico Casimiro también le dio a Hesse-Kassel el distritode Schwarzenfels y la bodega de Naumburg (la abadía secularizada de Naumburg) como garantía de la deuda.
Hanau, la capital de Hanau-Münzenberg, consistía en la época de las ciudades legalmente separadas de Althanau ("Old Hanau") y Neuhanau ("New Hanau"). Este último había sido resuelto a fines del siglo XVI al XVII por refugiados calvinistas de Francia y los Países Bajos españoles (actual Bélgica ). Su liderazgo estaba compuesto por comerciantes y comerciantes adinerados que aprovecharon la posición débil del nuevo conde para negociar condiciones favorables, en particular, exigieron garantías de que el statu quo religioso sería mantenido. Después de diez días de negociaciones, Georg de Fleckenstein-Dagstuhl dio esta garantía, para que Federico Casimiro finalmente pudiera aceptar su herencia.
Federico Casimiro era luterano, al igual que el resto de la familia Hanau-Lichtenberg. Hanau-Münzenberg, sin embargo, había sido calvinista desde los días del conde Felipe Luis II. En aquel entonces, Felipe Luis II había podido decidir la denominación para él y sus súbditos bajo el principio cuius regio, eius religio y Federico Casimiro no solo tuvo que permitir que los calvinistas conservaran su religión; inicialmente, Federico Casimiro solo podía celebrar servicios luteranos para él y su corte en la capilla del Palacio de la Ciudad. No fue sino hasta 1658 que pudo construir la Iglesia Luterana Johann, con contribuciones sustanciales de luteranos extranjeros, en particular el elector Juan Jorge I de Sajonia, de quien fue nombrada la iglesia. La congregación luterana se formó en muchas comunidades del condado, lo que generó una gran controversia.
En 1650 y 1670, las dos partes en la disputa religiosa llegaron a un acuerdo. El compromiso de 1670 se conoce como Religionshauptrezeß ("receso principal religioso"). El compromiso pone a las dos denominaciones protestantes en pie de igualdad y da a cada una su propia administración de la iglesia, de modo que había dos iglesias establecidas en el condado de Hanau y el conde tuvo que renunciar a su jus reformandi. El Religionshauptrezeß se convirtió en una base permanente y sólida para un condado biconfesional hasta principios del siglo XIX. Sin embargo, no detuvo el debate continuo entre las dos confesiones. No fue hasta 1818 que las dos iglesias se fusionaron formalmente.
El marco político 
Bajo la paz de Westfalia, el condado de Hanau se bajó ligeramente. Al condado se le permitió conservar la mayor parte del territorio que tenía antes de 1618. Federico Casimiro logró restablecer una relación equilibrada con la corte imperial de Viena y fue nombrado consejero imperial por el emperador Fernando II. Aun así, el condado sufría de una deuda sustancial, que agobiaba todo el reinado de Federico Casimiro. Esto fue particularmente problemático porque Friedrich Casimir no tenía ningún sentido de los asuntos financieros. Su corte se inspiró en las grandes cortes barrocas y sus gastos excedieron la capacidad de su condado. Para financiar sus gastos, como su colección de arte y su museo de cera, recurrió a la venta de bienes inmuebles y finalmente vendió el distrito de Rodheim a Hesse-Homburg por 9000 taler.
El panorama político en el que tuvo que operar Federico Casimiro permaneció marcado por la incertidumbre, incluso después de la Paz de Westfalia. Esto fue particularmente cierto para la parte del país Hanau-Lichtenberg, que estaba al alcance de Luis XIV y que había sido ocupada repetidamente durante la guerra. La parte de Hanau-Lichtenberg en la orilla izquierda del Rin había sido separada del Sacro Imperio Romano por la paz de Westfalia y se colocaba bajo la soberanía de la Corona francesa. Después de la paz de Nimega de 1678 y un veredicto de la Cámara de la Reunión en 1681, Friedrich Casimir tuvo que rendir homenaje al rey francés por estas áreas. En 1672, las tropas francesas incluso ocuparon Friedberg, Aschaffenburg y Seligenstadt. Hanau se había declarado neutral, pero estaba completamente rodeado de tropas francesas.
Entre sus asesores figuraban el médico y alquimista Friedrich Kretschmar, un vagabundo y asesor principesco con una dudosa reputación, el consejero sueco Bengt Skytte , un filósofo de estilo propio, Johann Joachim Becher , médico y teórico económico, Landgrave Jorge Cristián, un soldado y diplomático. y el autor Johann Michael Moscherosch. No proporcionaron contrapeso a la ambición de Federico Casimiro.

### Proyectos exitosos
Después de décadas de construcción, la construcción de la Escuela Secundaria Nacional se completó en 1665. La Escuela Luterana en Hanau, que se fundó en 1647, se expandió a una Escuela Secundaria Luterana en 1680. En 1813, se convertiría en una Realschule . Durante el reinado de Federico Casimiro, una de las primeras plantas de fabricación de loza en Alemania fue fundada por Daniel Behaghel y Jacob van der Walle, utilizando un privilegio incondicional emitido el 5 de marzo de 1661; funcionaría con éxito hasta principios del siglo XIX. En 1678 , se fundó el Hanauer Zeitung , uno de los periódicos más antiguos de Alemania. Friedrich Casimir era miembro de la literaria Fruitbearing Society .
Se concluyeron varios tratados con la Arquidiócesis de Mainz y el Obispado de Würzburg, ambos administrados por Johann Philipp von Schönborn en una unión personal, por un lado resolviendo disputas surgidas durante la Guerra de los Treinta Años , por otro lado intercambiando territorios. para hacer que ambos países sean más convexos.
Para compensar la pérdida de población de la guerra, promovió la inmigración de suizos del Oberland bernés al condado de Hanau-Lichtenberg. Estas personas tenían creencias calvinistas y Hanau-Lichtenberg todavía era predominantemente luterano, pero el calvinismo era tolerado. [1]

### Colonización de Hanau en América
Muchos de los proyectos del conde Friedrich Casimir seguían siendo los castillos en el cielo. Estos incluyen una Academia de Ciencias y Artes. Se establecería en Hanau y se llamaría Sophópolis.
El punto culminante de sus fantásticos proyectos fue la fundación de las Indias Hanauish , una colonia que surgiría en el río Orinoco en la costa norte de América del Sur . La idea probablemente vino de Johann Joachim Becher. Este proyecto progresó hasta llegar a un contrato final con la Compañía Neerlandesa de las Indias Occidentales. Federico Casimiro probablemente ya se veía a sí mismo como el rey de un imperio tropical, sin embargo, fue ridiculizado como el Rey de Cockaigne por la población de Hanau. Lo que faltaba era el dinero para implementar dicho proyecto. En consecuencia, no pasó nada en América del Sur, y el proyecto dejó enormes deudas en el condado de Hanau. Para compensar este desastre financiero, Federico Casimiro consideró comprometer el condado de Hanau-Lichtenberg al duque de Lorena y convertirse a la fe católica para asegurar el apoyo del lado católico. Se alegaba que el Landgrave Jorge Cristián de Hesse-Homburg había respaldado este proyecto. También se alegó que intentaba transferir el distrito de Dorheim a su propio Landgraviate, incluida la mina de sal de Bad Nauheim, que fue vital para la economía de Hanau. Los familiares de Friedrich Casimir se opusieron a este plan; Para sacarlos del camino, Georg Christian trató de ser nombrado regente de Hanau.

### Año Loco en Hanau
Los familiares de Federico Casimiro luego tiraron del freno de emergencia. Su hermano, Johann Philipp de Hanau-Lichtenberg dio un golpe de estado en noviembre de 1669 y tomó el poder mientras Friedrich Casimir estaba ausente. Sin embargo, su gobierno de emergencia se derrumbó después de tres días. Sus parientes y los guardianes de los sucesores, 
Cristián II del Palatinado-Zweibrücken-Birkenfeld y la Condesa Palatina Ana Magdalena de Birkenfeld-Bischweiler le preguntaron al Emperador Leopoldo I si podrían ser nombrados regentes y jefes de una nueva administración. Fueron nombrados corregentes y se les dio el derecho de vetar cualquier decisión tomada por Federico Casimiro. El consejero de Federico Casimiro fue destituido y se instaló un nuevo gobierno, dirigido por el presidente de la Cámara, Johann Georg Seyfried, quien más tarde fue ennoblecido como barón von Edelsheim. En la práctica, esta limitación del poder del conde a menudo condujo a conflictos con el gobierno. Los regentes intentaron implementar políticas financieras rigurosas para pagar la deuda del gobierno; el conde seguía siendo mucho más generoso. Al final, un giro financiero radical no se materializó.

## Muerte y herencia
Federico Casimiro murió el 30 de marzo de 1685 en Hanau. Fue enterrado en la cripta de la Iglesia Luterana St. Johann en Hanau.
El condado de Hanau-Münzenberg fue heredado por su sobrino Felipe Reinaldo, el condado de Hanau-Lichtenberg por su sobrino Juan Reainaldo III. Esta división se volvió a confirmar en un tratado en 1691.
La viuda de Federico Casimire, Sibila Cristina de Anhalt-Dessau, le sobrevivió menos de un año. Fue enterrada en la cripta de la Iglesia Reformada de Santa María, también en Hanau.
- Datos: Q74602
- Multimedia: Frederick Casimir, Count of Hanau / Q74602